# Egyesített éberségi és vonatbefolyásoló berendezés

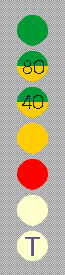
Hagyományos, lámpás kijelzésű vezetőállás jelző

Az egyesített éberségi és vonatbefolyásoló berendezés (rövidítve EÉVB), egy olyan a pályaoldali biztosítóberendezéssel együttműködő vasúti biztosítóberendezés, mely a mozdonyvezetők figyelmét, ébrenlétét, éberségét ellenőrzi és a reagálás elmaradása esetén megállítja az adott vonatot, járművet, továbbá a pályába táplált ütemezett jelek kiértékelésével néhány beavatkozási lehetőséget valósít meg a pálya menti jelzők által közölt sebességparancsok betartásának kikényszerítésére.(Például Megállj! állású jelző melletti elhaladás esetén kényszerfékezés.)

## Feladata
Jelfeladásra kiépített pályaszakaszon:
- Érzékeli a pályán keresztül a helyhez kötött jelzők jelzési képe alapján a biztosítóberendezés által a pályába betáplált információt.
- Kiértékeli a pályába táplált ütemeket (jelzést) és azokat a vezetőállás jelzőn megjeleníti.
- Összehasonlítja a jármű tényleges sebességét a vezetőállás jelző által adott jelzéssel. Ennek megfelelően éberségi felhívást ad, vagy kényszerfékez, nyomáskapcsolóval kiegészített változatnál kikényszeríti a csökkentett sebességre utaló jelzési kép esetén a jármű légfékezésének megkezdését.

Jelfeladásra kiépített és ki nem épített pályaszakaszon egyaránt:
- Éberséget és jelenlétet ellenőriz jelfeladásra ki nem alakított pályaszakaszon, illetve állomási tolatási mozgásoknál 40 km/h-s sebességkorlátozással. Az éberségi kürt által adott hangjelzésre elmaradó pedál vagy nyomógomb kezelés esetén kényszerfékez.

## Használata
A berendezést lábpedállal vagy nyomógomb állandó nyomva tartásával kell kezelni. 1550+50 méter út megtétele után a berendezés hangjelzést ad. Ilyenkor a pedált fel kell engedni és 150 m (az új változatban 130 m) út megtétele előtt újra le kell nyomni. Amennyiben a fenti műveleteket a megadott úthosszon nem végzi el a mozdonyvezető, akkor a berendezés kényszerfékezést kezdeményez. A nyomógombot vagy pedált hamarabb is fel lehet engedni; ilyenkor 50 m út megtétele után, ha a pedált nem nyomják le megint, hangjelzést ad.
Ha a mozdony sebessége a sebességcsökkentő jelzés által megszabottnál nagyobb, akkor a hangjelzés sűrítetten: 150+50 méterenként szólal meg. A nyugtázást ekkor is 150 (130) m-en belül kell megtenni. A 160 km/h sebességű közlekedésre is alkalmas éberségi és vonatbefolyásoló berendezéssel szerelt mozdonyok (MÁV Bvmot sorozatú motorvonat, MÁV 1047-es mozdonyok, a V63-100 sor. mozdonyok ETCS-szel felszerelve, az EVM-120 berendezés kiszerelve) esetében a sűrített éberségi felhívás kezelése eltér az eddigiektől. Amennyiben a mozdony vezetőállás-jelzőjén csökkentett sebességre utaló jelzési kép jelenik meg (sebességcsökkentő jelzés mellett halad el, és például a max 120 km/h-s üzemmód aktív), akkor az előbbieknek megfelelően kezelhető a sűrített éberségi felhívás. Ha a mozdony vonatbefolyásoló berendezése emelt sebességű üzemben működik, akkor csak egyszer törölhető az éberségi felhívás, a második felhíváskor fékezni kell és a vonat fővezetéknyomásának 3,6 bar alatt kell lennie, ellenkező esetben a berendezés kényszerfékezést kezdeményez. Emelt sebességű üzemmódba a mozdony EÉVB berendezése 124 km/h felett kapcsol át, és egészen addig ebben az üzemmódban működik, amíg a sebesség 80 km/h alá nem csökken. Ha a berendezés nem max. 120 km/h-s és nem emelt sebességű üzemállapotban van, akkor legfeljebb kétszer kezelhető el a felhívás a kényszerfékezés megindulása előtt vagy a fékezés megkezdése előtt. A fenti szigorítások a biztonságos közlekedéshez szükségesek, de az induktív jeltovábbítás sokszor zavarokkal terhelt, és például váltókörzetekben előfordulhat, hogy a mozdony hamis jeleket - vagyis a jelzők által mutatottól eltérő sebességcsökkentő jelet - vesz, amitől a biztonsági berendezés vészfékezést kezdeményezhet. Máskor meg az emelt sebességű vonatok előtt késve kezelt jelzők okoznak problémát. A sebességcsökkentő jelzések megjelenésekor az éberségi jelzőkürt hangjelzést ad.

## Az EÉVB vezetőállás jelzői

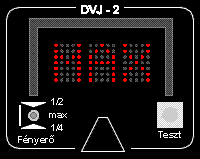
EVM-120 központi egységgel (együttműködő) alkalmazott digitális vezetőállás jelző

Ez az önműködő biztosított térközjelzőkkel felszerelt és vonatbefolyásolásra alkalmas pályán a mozdonyvezető számára jelzi a következő jelzőn várható jelzésképet.
Jelenleg már három változata használatos: a hagyományos, lámpás kijelzésű vezetőállás jelző (lásd a legfelső képen), vagy a korszerűsített, járműveken (magas pályaszámú V63-asok, GYSEV/MÁV 1047-esek , V6E és V6* javítással korszerűsített, illetve 2xxx és 3xxx pályaszámcsoportú V43-asok, GYSEV V43-asok, GYSEV/ÖBB 1116 001-049 (részben az RCH mozdonyai) és 058-065\(062) és Railjet\(200) vontatójárművek, MÁV 5341-5342 típusú FLIRT és Talent villamos motorvonatok, az MMV/Floyd/PSZ 040-es sorozatú villamos illetve 060-as és LDH125-ös dízelmozdonyai, a BVmot és BVhmot típusú motorvonatai, a MÁV 416 és MÁV 426 típusú motorvonatai, a MÁV M62 3xx és a MÁV M41 23xx pályaszámcsoportú dízelmozdonyai, MÁV 6312 001, a GYSEV M40 típusú vontatójárművei, valamint a MÁV magasabb szintű főjavításon átesett Bzmot és V46 sorozatú járművei) és a MÁV és az AWT 480 illetve 481 típusú TRAXX mozdonyai, valamint a 4xx-es pályaszámú és Halberstadti vezérlőkocsik, továbbá kizárólag EVM-120 központi egységgel (együttműködő) alkalmazott digitális vezetőállás jelző (lásd jobbra). Míg az előbbi színekkel, az utóbbi szövegesen, vagy számszerűen jelzi vissza a jelzésképet. 2009-től beépítésre kerülő berendezésnél a közlekedési hatóság a színképek display-n (központi képernyőn) való színes (lásd ETCS képernyő formátumát) megjelenítését is megengedi.

### A vezetőállás jelző jelzései

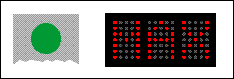
A következő jelzőn sebességcsökkentés nélkül továbbhaladást engedélyező jelzés van.
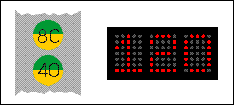
A következő jelzőn csökkentett (120 km/h) sebességgel továbbhaladást engedélyező jelzés van. (A 120 km/h-s jelzést a hagyományos lámpás (sátorjelző típus)kijelzésű jelzésismétlő berendezésnél már nem alkalmazzák, az EÉVB ennél a pályaütemnél "zöld" jelzési képet jelenít meg)
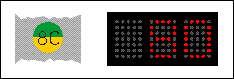
A következő jelzőn csökkentett (80 km/h) sebességgel továbbhaladást engedélyező jelzés van.
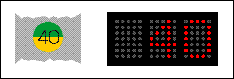
A következő jelzőn csökkentett (40 km/h) sebességgel továbbhaladást engedélyező jelzés van.
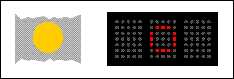
A következő jelzőn megállj jelzés van. Felkészülni a megállásra.
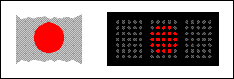
A vonat Megállj-jelzést adó főjelző mellett haladt el. Ha a sebesség 15 km/h-nál nagyobb volt, akkor kényszerfékezés következik be.
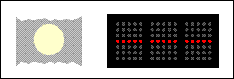
Nincs jelfeladás. A berendezés használhatatlan, vagy olyan pályaszakaszra érkezett, amely nincsen vonatbefolyásolásra berendezve vagy a vonat vonatbefolyásolásra ki nem épített pályaszakaszról vonatbefolyásolásra alkalmas, de foglalt pályaszakaszra ért.
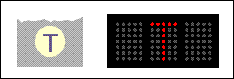
A berendezés tolatásüzemnek megfelelően működik. Az alkalmazható legnagyobb sebesség 40 km/h.